# Metilenski most
U organskoj hemiji, metilenski most ili metandiilna grupa je svaki deo molekula sa formulom -CH
2-; naime, atom ugljenika vezan za dva atoma vodonika i povezan sa drugim atomima jednostrukim vezama u ostatku molekula. To je ponavljajuća jedinica u osnovi nerazgranatih alkana.
Metilenski most može isto tako da deluje kao bidentatni ligand koji povezuje dva metala u koordinacionom jedinjenju, kao što su titanijum i aluminijum u Tebeovom reagensu.
Metilenski most se često naziva metilenskom grupom ili samo metilenom; kao u "metilen hloridu" (dihlorometan CH
2Cl
2). Međutim, termin metilenska grupa (ili "metiliden") se korektno odnosi na CH
2 grupu kad je vezana za ostatak molekula dvostrukom vezom, što daje hemijske osobine koje su veoma različite od onih u premoštavajućoj CH
2 grupi.

## Reakcije
Jedinjenja koja poseduju metilenski most lociran između dve jake elektron odvlačeće grupe (kao što su nitro, karbonilna ili nitrilna grupa) se ponekad nazivaju aktivnim metilenskim jedinjenja. Njihov tretman jakim bazama može da proizvede enolate ili karbanjone, koji se često koriste u organskoj sintezi. Primeri takvih reakcija su Knoevenagelova kondenzacija i sinteza malonskog estra.

## Primeri
Primeri metilenskih jedinjenja:
- Malonska kiselina
- Acetilaceton
- Malononitril